# Mutant
Mutant — другий студійний альбом венесуельської продюсерки електронної музики Арки. Він був випущений 20 листопада 2015 року лейблом Mute.
За словами Арки, альбом є хронікою «чуттєвості та імпульсивності як шляхів втечі від жорсткості». Альбом характеризують як нойз, треп, індастріал та експериментальний альбомом. Для просування Mutant було випущено чотири сингли. Після виходу альбом отримав схвальні відгуки критиків і був визнаний кращим альбомом 2015 року за версією Tiny Mix Tapes.

## Стиль
The Times описав Mutant як альбом «вигадливо багатошарових звукових колажів», в якому Арка використовує переважно машинні текстури, «щоб передати крайнощі емоцій — чи то ейфорію, загрозу, параною, меланхолію». Сем Річардс з NME писав, що хоча Арка явно перебуває під впливом R&B, хіп-хопу і дабстепу, вони спотворюють і підривають ці «знайомі звукові сигнали», «ніколи не дозволяючи своїм бітам вкладатися в традиційні груви». Також було відзначено, що «Sever» і «Faggot» використовують елементи трепу, в той час, як спокійні інтерлюдії «Else» і «Extent» діють як контрапункти до «більш дезорієнтуючих нойзових атак».
Рейчел Ароесті з The Guardian зазначила, що Mutant представляє експериментальну роботу Арки, відмовляючись від «зіпсованих хіп-хоп бітів» її попередніх робіт на користь стилю, який став «дедалі більше непідзвітним будь-яким ритмічним рамкам». Також вона писала, що музика часто складається з «уколів індастріал-звуку, які зрештою збираються в кручені приспіви монстра Франкенштейна». Саймон Чендлер з PopMatters сказав, що «Mutant Арки вкидає ґлітч, IDM, дабстеп, індастріал, техно, ембієнт, нойз і етнічну музику — в експериментальний мікросвіт платівки, в електронну теплицю, де всі мислимі зразки співіснують у незграбній, потворній, але, зрештою, приголомшливій гармонії.». Оглядач описав, що вважає цей «бренд зароджуваної, різноманітної електроніки» «музикою для глобалізованого світу, для Землі, на якій стародавні традиції сусідять з часто руйнівною силою нових технологій».

## Критична оцінка
Mutant отримав широке визнання від сучасних музичних критиків. На сайті Metacritic альбом отримав середній бал 81 зі 100 на основі 21 рецензії, що свідчить про «загальне визнання».
Марк Річардсон з Pitchfork дуже позитивно оцінив реліз, зазначивши: «У порівнянні з Xen, Mutant відчувається менш скомпонованим і менш зобов'язаним класичній музиці. Багато треків з попереднього альбому можна було б уявити у виконанні сміливого нового музичного ансамблю, а-ля Aphex Twin з Alarm Will Sound. Але Mutant схиляється до звукового ландшафту, уникаючи справжніх пісень». Річардсон підсумовує: «У Mutant Герсі перетворює зацикленість на пористості та нестабільності на своєрідні духовні пошуки».
Пишучи для Exclaim!, Деріл Кітінг сказав, що Mutant «це альбом, який врешті-решт приносить винагороду, але тільки тим, хто рішуче налаштований йти його розрізненими шляхами до задовільного, сукупного кінця».

## Трек-лист
Автор музики і слів Алехандра Герсі. 
| #     | Назва             | Тривалість |
| ----- | ----------------- | ---------- |
| 1.    | «Alive»           | 3:56       |
| 2.    | «Mutant»          | 7:27       |
| 3.    | «Vanity»          | 4:16       |
| 4.    | «Sinner»          | 3:35       |
| 5.    | «Anger»           | 2:00       |
| 6.    | «Sever»           | 2:13       |
| 7.    | «Beacon»          | 0:48       |
| 8.    | «Snakes»          | 4:50       |
| 9.    | «Else»            | 2:30       |
| 10.   | «Umbilical»       | 2:09       |
| 11.   | «Hymn»            | 1:57       |
| 12.   | «Front Load»      | 2:44       |
| 13.   | «Gratitud»        | 3:44       |
| 14.   | «EN»              | 3:04       |
| 15.   | «Siren Interlude» | 0:43       |
| 16.   | «Extent»          | 2:34       |
| 17.   | «Enveloped»       | 2:22       |
| 18.   | «Faggot»          | 3:10       |
| 19.   | «Soichiro»        | 4:35       |
| 20.   | «Peonies»         | 3:29       |
| 62:06 |                   |            |

## Персоналії
- Автор пісень/продюсер — Алехандра Герсі
- Дизайн — Джессі Канда
- Мастеринг — Метт Колтон